# Love Songs (album d'Ayumi Hamasaki)
Pour les articles homonymes, voir Love Songs.
Albums de Ayumi Hamasaki
Rock'n'Roll Circus
(2010) Party Queen
(2012)
EPs par Ayumi Hamasaki
FIVE
(2011)
Remix par Ayumi Hamasaki
Ayu-mi-x 7 presents ayu-ro mix 4
(2011)
Singles
Love songs est le douzième album original de Ayumi Hamasaki sorti sous le label avex trax, en excluant mini-albums, compilations et remix.

## Présentation
L'album sort le 22 décembre 2010 au Japon sous le label avex trax, produit par Max Matsuura ; il sort moins d'un an après le précédent album original de la chanteuse, Rock'n'Roll Circus sorti en avril précédent. Il atteint la première place du classement des ventes de l'Oricon. Il se vend à 180 048 exemplaires la première semaine, et reste classé pendant vingt semaines, pour un total de 272 653 exemplaires vendus durant cette période. C'est le premier album de Hamasaki à n'avoir pas dépassé les 200 000 ventes en première semaine.
Il sort aussi au format CD+DVD avec une pochette différente et un DVD supplémentaire contenant les clips vidéos de huit des chansons et sept de leurs making of ; une édition limitée de cette version contient une version live du titre SEVEN DAYS WAR du single crossroad, à la place de sa version originale en titre bonus sur les éditions régulières. L'album sort également en édition limitée au format « microSD (chansons et clips au format SD-Video) + USB (chansons au format wav) + DVD », avec une pochette différente, un livret de photos de douze pages de grand format en supplément, et la version live de SEVEN DAYS WAR.
Il contient douze chansons, plus trois interludes musicaux (insomnia, Aria, overture), et une treizième chanson en bonus : SEVEN DAYS WAR du single crossroad, reprise du titre du groupe TM Network sorti en single en 1988, en version originale sur les éditions régulières de l'album et en version live sur ses éditions limitées. La majorité des chansons sont écrites par Hamasaki et composées par Tetsuya Komuro, ce dernier de retour au sommet des classements après une décennie d'échecs commerciaux et ses déboires financiers et judiciaires. Sept des chansons dont celle en bonus étaient déjà parues sur les singles sortis dans l'année : MOON / blossom (et  blossom / MOON, double face A), crossroad (et sa face B SEVEN DAYS WAR), et L (triple face A contenant Last angel, Sweet Season, et Virgin Road). Les chansons Last angel, Love song, et do it again bénéficient de clips vidéos tournés pour l'album et figurant sur le DVD, avec les cinq clips déjà tournés précédemment pour les singles.

## Liste des titres
Toutes les paroles sont écrites par Ayumi Hamasaki.
| 1.  | Love song                    | Tetsuya Komuro    | Yuta Nakano      | 4:25 |
| 2.  | crossroad                    | Tetsuya Komuro    | Tetsuya Komuro   | 4:51 |
| 3.  | MOON                         | Yasuhiko Hoshino  | Yuta Nakano      | 5:47 |
| 4.  | sending mail                 | Tetsuya Komuro    | Yuta Nakano      | 4:32 |
| 5.  | Last angel                   | Tetsuya Komuro    | CMJK             | 5:44 |
| 6.  | insomnia                     | CMJK              | CMJK             | 2:01 |
| 7.  | Like a doll                  | Tetsuya Komuro    | CMJK             | 4:57 |
| 8.  | Aria                         | Yuta Nakano       | Yuta Nakano      | 1:35 |
| 9.  | blossom                      | Yasuhiko Hoshino  | Yuta Nakano      | 4:07 |
| 10. | Thank U                      | Tetsuya Komuro    | Yuta Nakano      | 5:29 |
| 11. | Sweet Season                 | Noriyuki Makihara | Shingo Kobayashi | 5:04 |
| 12. | overture                     | Yuta Nakano       | Yuta Nakano      | 1:46 |
| 13. | do it again                  | Tetsuya Komuro    | Yuta Nakano      | 5:51 |
| 14. | November                     | Tetsuya Komuro    | CMJK             | 5:33 |
| 15. | Virgin Road                  | Tetsuya Komuro    | Yuta Nakano      | 5:55 |
| 16. | SEVEN DAYS WAR (titre bonus) | Tetsuya Komuro    | CMJK             | 6:52 |

| 1.  | MOON (vidéo clip)                       |  |
| 2.  | blossom (-director's cut-) (vidéo clip) |  |
| 3.  | crossroad (vidéo clip)                  |  |
| 4.  | Sweet Season (vidéo clip)               |  |
| 5.  | Virgin Road (vidéo clip)                |  |
| 6.  | Last angel (vidéo clip)                 |  |
| 7.  | Love song (vidéo clip)                  |  |
| 8.  | do it again (vidéo clip)                |  |
| 9.  | MOON (making of)                        |  |
| 10. | crossroad (making of)                   |  |
| 11. | Sweet Season (making of)                |  |
| 12. | Virgin Road (making of)                 |  |
| 13. | Last angel & Love song (making of #1)   |  |
| 14. | Last angel & Love song (making of #2)   |  |
| 15. | do it again (making of)                 |  |